# Ruszów (stacja kolejowa)
Ruszów – stacja kolejowa w Ruszowie na linii Węgliniec – Jankowa Żagańska. Stacja początkowa nieczynnej linii do Gozdnicy. 
W latach 1896–2005 była stacją węzłową. Wiosną 1945 przy stacji funkcjonowała baza zaopatrzeniowa 2. Armia Wojska Polskiego pozostająca w dyspozycji służby kwatermistrzowskiej frontu, głównie podczas operacji łużyckiej. 
Obecnie, według klasyfikacji PKP ma kategorię dworca lokalnego.

## Wymiana pasażerska
| Rok  | Wymiana pasażerska na dobę |
| ---- | -------------------------- |
| 2017 | 50-99                      |
| 2023 | 100-149                    |